# Cymodoce pilosa
Cymodoce pilosa is een pissebed uit de familie Sphaeromatidae. De wetenschappelijke naam van de soort is voor het eerst geldig gepubliceerd in 1840 door Milne Edwards.